# Busan Transportation Corporation
Die Busan Transportation Corporation, kurz BTC, koreanisch 부산교통공사, sind das kommunale Nahverkehrsunternehmen der Stadt Busan. Das Unternehmen wurde am 1. Januar 1981 als Busan Metropolitan Subway Construction gegründet.
Heute betreibt sie vier U-Bahnlinien mit einer Gesamtlänge von 167,18 Kilometern, sowie 273 Buslinien in und um Busan.

## Geschichte
Das Verkehrsunternehmen wurde am 1. Januar 1981 als Busan Metropolitan Subway Construction von der Stadtverwaltung Busan gegründet, um die U-Bahnlinien bauen- und anschließend betreiben zu können. 1985 ging mit der Metro Linie 1 die erste U-Bahn-Linie in Busan in Betrieb. 2005 wurde durch die Stadtverwaltung Busans ein Gesetz aufgehoben, wonach die Busan Metropolitan Subway Construction ausschließlich für den Betrieb der U-Bahn-Linien zuständig wären. Am 1. Januar 2006 wurden somit die Busan Transportation Corporation gegründet, welche fortan U-Bahn- und Buslinien, sowie Taxis in Busans betreibt.

## Liniennetz

### U-Bahn
| Farbe        | Linienname                 | Linienname (Hangeul) | Ausgangstation(en) | Endstation(en) | Anzahl der Stationen | Gesamtlänge (in km) | Betreiber    |
| U-Bahn Busan | U-Bahn Busan               | U-Bahn Busan         | U-Bahn Busan       | U-Bahn Busan   | U-Bahn Busan         | U-Bahn Busan        | U-Bahn Busan |
| ------------ | -------------------------- | -------------------- | ------------------ | -------------- | -------------------- | ------------------- | ------------ |
| Orange       | Linie 1                    | 1호선                | Dadaepo Strand     | Nopo           | 40                   | 40,5 km             | BTC          |
| Grün         | Linie 2                    | 2호선                | Jangsan            | Yangsan        | 43                   | 45,2 km             | BTC          |
| Braun        | Linie 3                    | 3호선                | Suyeong            | Daejeo         | 17                   | 18,1 km             | BTC          |
| Blau         | Linie 4 (K-AGT, Stadtbahn) | 4호선                | Minam              | Anpyeong       | 14                   | 12,0 km             | BTC          |

Aufgrund des hohen Verkehrsaufkommens der Stadt ist die Durchschnittsgeschwindigkeit des Individualverkehrs relativ niedrig (26 km/h). Daher sollte ein schnelles und verlässliches Nahverkehrssystem gebaut werden. Des Weiteren ist Busan auf dem Weg, die Stadt immer weiter zu dezentralisieren. Dies geschieht unter anderem durch den Bau von Satellitenstädten und mehreren Stadtzentren in Busan selbst. Mit Fertigstellung der Linie 3 wurde erwartet, dass der Anteil von Benutzern der U-Bahn von 11,9 % auf 22,9 % ansteigen würde.
Die Planungen für den Bau der ersten U-Bahn-Linie begannen 1979. Erste Bauaktivitäten fanden im Januar 1981 statt und führten schließlich 1985 zur Betriebsaufnahme. Aktuell verfügt das Netz über 4 U-Bahn-Linien. Das Netz soll in den kommenden Jahren eine Fünfte U-Bahn-Linie bekommen.

### Bus
Die Busan Transportation Corporation betreiben insgesamt 132 Maeul (Kleinbus-), sowie 141 Shinae (Stadtbus)-Linien. Die BTC besitzt dafür ca. 3.088 Busse, unter anderem von Hyundai und Kia Motors erworben. Zu den Besonderheiten der BTC gehören die 6 Citytour-Buslinien (Stadtrundfahrtlinien), welche sie ebenfalls betreiben.

### Taxis
Die BTC betreiben in Busan zudem eine eigene Stadttaxi-Flotte, mit der man unabhängig von Bus und U-Bahn an Orte in Busan gebracht werden kann.

### Straßenbahn
| Farbe             | Linienname         | Linienname (Hangeul) | Ausgangstation(en) | Endstation(en)     | Anzahl der Stationen | Gesamtlänge (in km) | Betreiber         |
| Straßenbahn Busan | Straßenbahn Busan  | Straßenbahn Busan    | Straßenbahn Busan  | Straßenbahn Busan  | Straßenbahn Busan    | Straßenbahn Busan   | Straßenbahn Busan |
| ----------------- | ------------------ | -------------------- | ------------------ | ------------------ | -------------------- | ------------------- | ----------------- |
|                   | Linie 1 (Oryuk-do) | 1호선, 오륙도선      | noch nicht bekannt | noch nicht bekannt | 8 (5)                | 5,15 km (1,9 km)    | BTC               |
|                   | Linie 2 (Gangseo)  | 2호선, 강서선        | Nammyeong          | Daejeo-Station     | 24                   | 21,3 km             | BTC               |

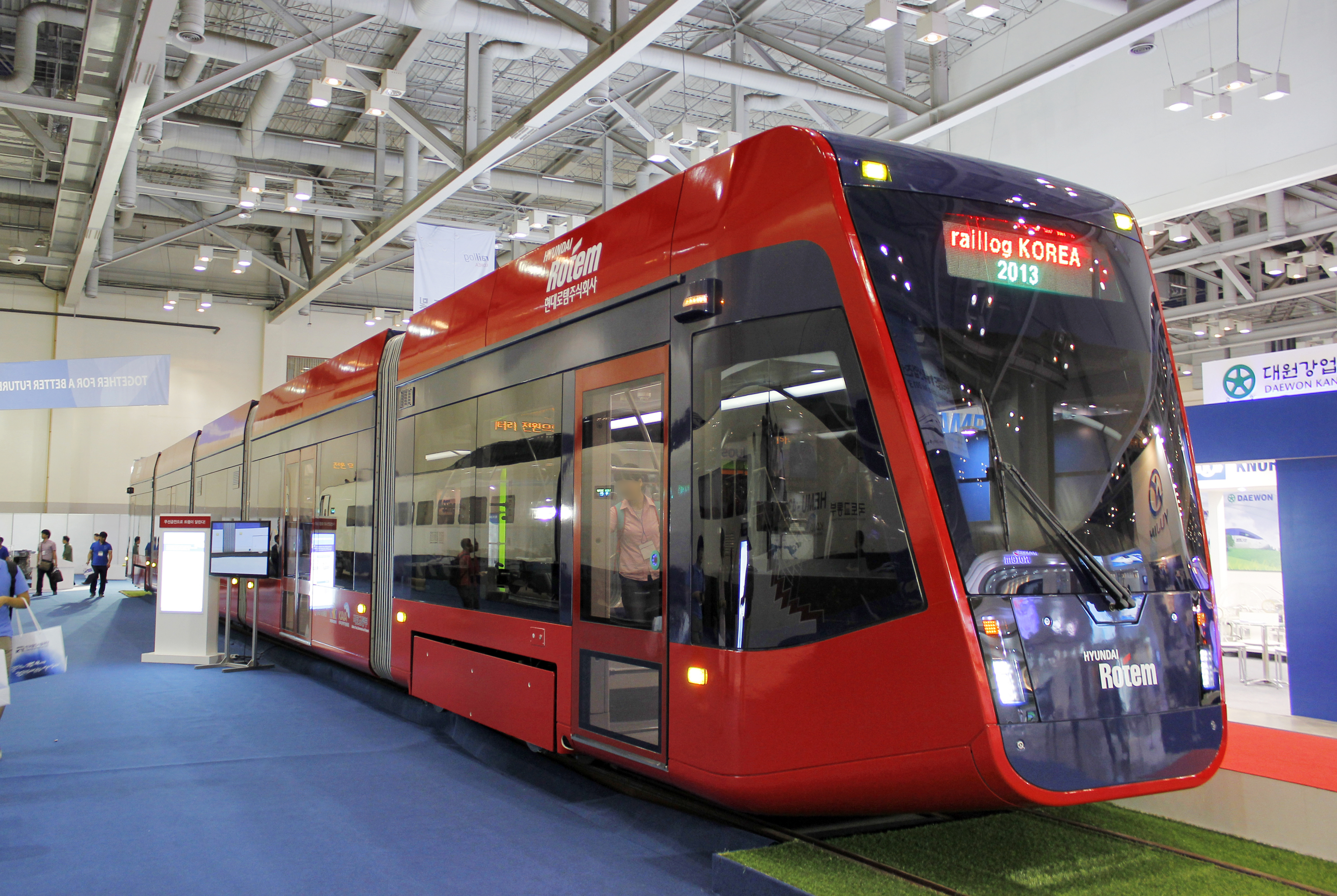
Pilotstraßenbahn, soll auf den neuen Strecken eingesetzt werden

Die BTC plant mit der Stadtverwaltung zusammen, eine 1,9 km lange mit 5 Haltestellen- und eine 21,3 km lange mit 24 Haltestellen ausgestattete Straßenbahnlinie zu bauen. 2020 sollen dazu die Bauarbeiten beginnen.
Die Oryuk-Linie soll 2022- und die Gangseo-Linie 2030 eröffnet werden. Die Oryuk-Linie soll später auf 5,1 km Länge und 8 Haltestellen ausgebaut werden.

## Sportfranchise
Die BTC betreiben seit 2006 mit Busan Transportation Corporation FC ein eigenes Fußballfranchise, das an der halbprofessionellen K3 League in Südkorea teilnimmt.